# Pero-Casevecchie
 Pero-Casevecchie  là một xã ở tỉnh Haute-Corse thuộc đảo Corse, Pháp. Xã này có diện tích 4,71 km², dân số năm 1999 là 120 người. Khu vực này có độ cao 490 mét trên mực nước biển.